# Hemiceras chavin
Hemiceras chavin är en fjärilsart som beskrevs av Paul Thiaucourt 1982. Hemiceras chavin ingår i släktet Hemiceras och familjen tandspinnare. Inga underarter finns listade i Catalogue of Life.